# Nadrzewek długoskrzydły
Nadrzewek długoskrzydły (Meconema thalassinum) – niewielki, jasnozielony owad z rzędu prostoskrzydłych, pospolity w środkowej Europie, zawleczony też do Stanów Zjednoczonych. Długość ciała 10–17 mm. U samic długość pokładełka zbliżona jest do długości odwłoka. U samców brak aparatów strydulacyjnych. Wabią samice bębniąc tylnymi nogami o liście.
W Polsce występuje od lipca do października, głównie na krzewach i drzewach, w lasach liściastych i mieszanych, a także w parkach i ogrodach. Prowadzi nocny, nadrzewny tryb życia. Żywi się głównie owadami.